# Grupo Especial de Operaciones
El Grupo Especial de Operaciones (GEO), cuyos integrantes son conocidos popularmente como “los Geos”, es la unidad de élite de la Policía Nacional de España especializada en operaciones de alto riesgo con sede en Guadalajara y ubicados en Madrid. También están presentes en algunos conflictos de Oriente Medio, ya sea para proteger a ciudadanos y altas personalidades españolas o en misiones de rescate de civiles.
El GEO está, junto con la Unidad Especial de Intervención (UEI) de la Guardia Civil, integrado en la Red ATLAS, que engloba a todas las unidades especiales contraterroristas de los países que conforman la Unión Europea. El GEO ha demostrado a lo largo de su historia y operaciones la alta preparación y cualificación que poseen sus miembros, estando entre las mejores unidades de operaciones especiales de Europa y del mundo. El GEO además ha instruido a unidades especiales de España y de otros países, así como impartido cursos y formación conjunta. 
El GEO tiene como armas reglamentaria una H&K USP compact, Sig Sauer 320P y la carabina G36C.

## Historia

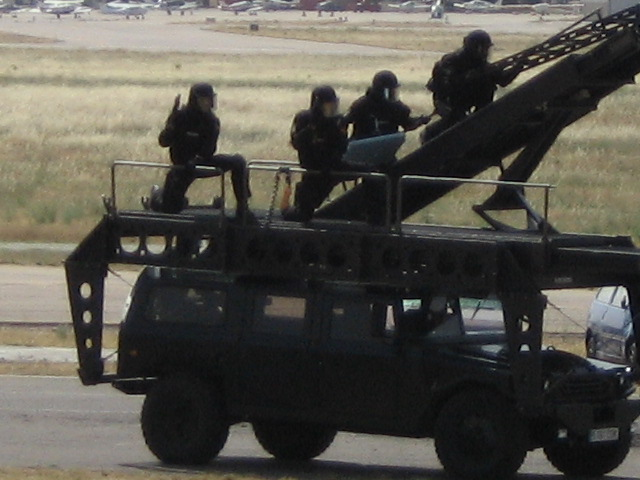
Miembros del GEO realizan un simulacro de asalto a un edificio utilizando un vehículo URO VAMTAC equipado con un MARS (sistema de rampa móvil ajustable).

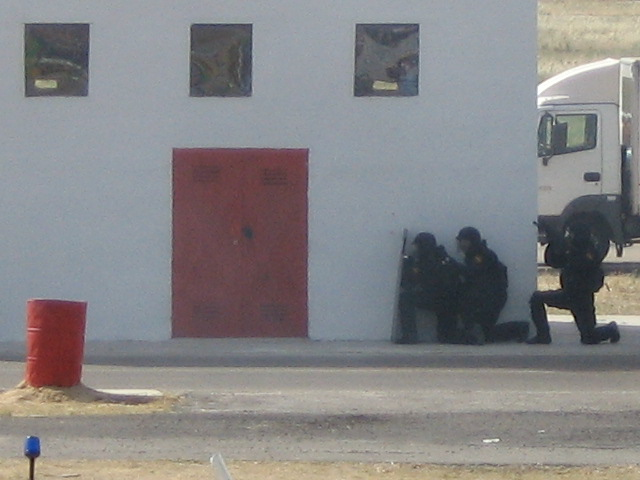
Miembros del GEO realizan un simulacro de asalto a un edificio.

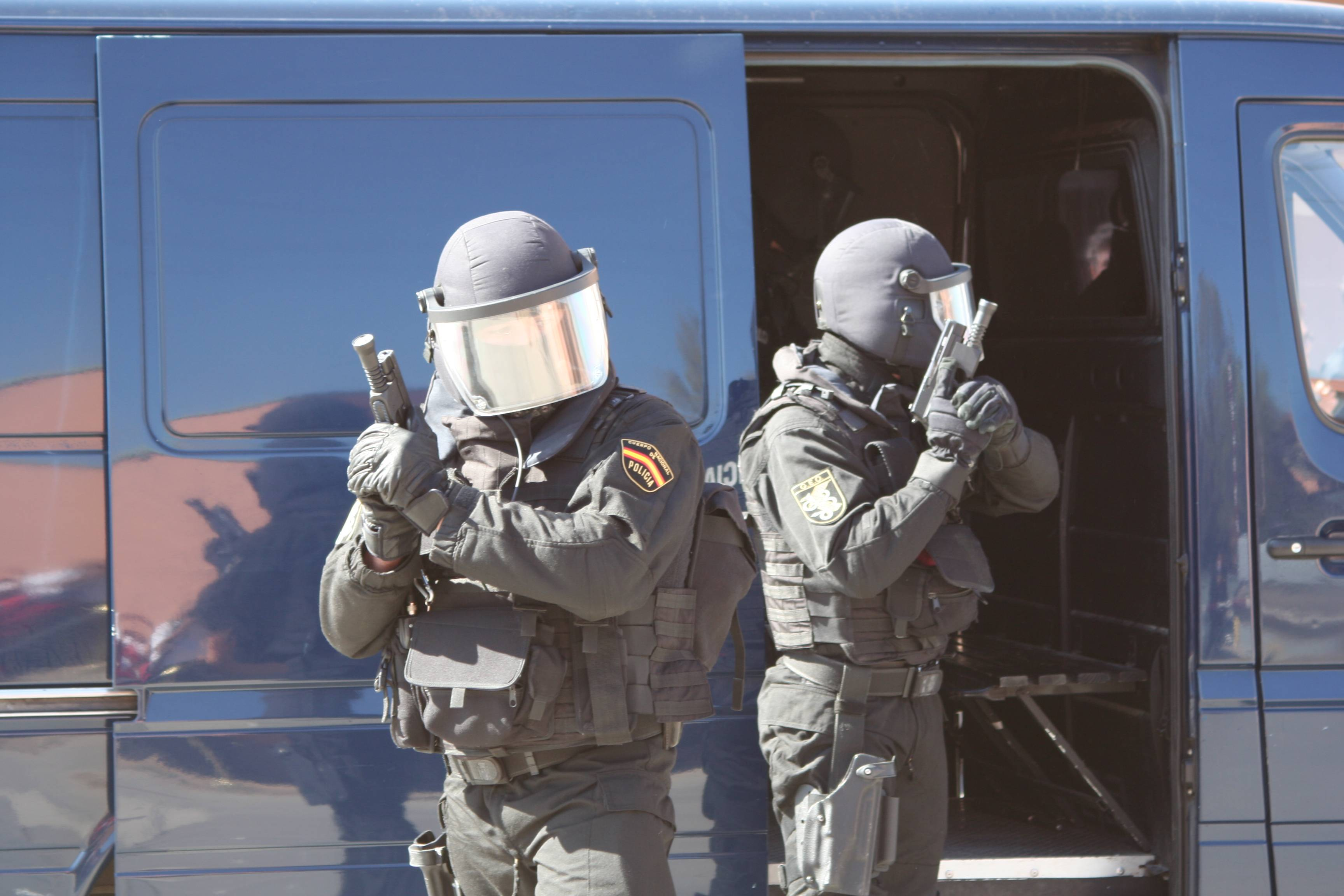
Miembros del GEO preparándose para una prueba.

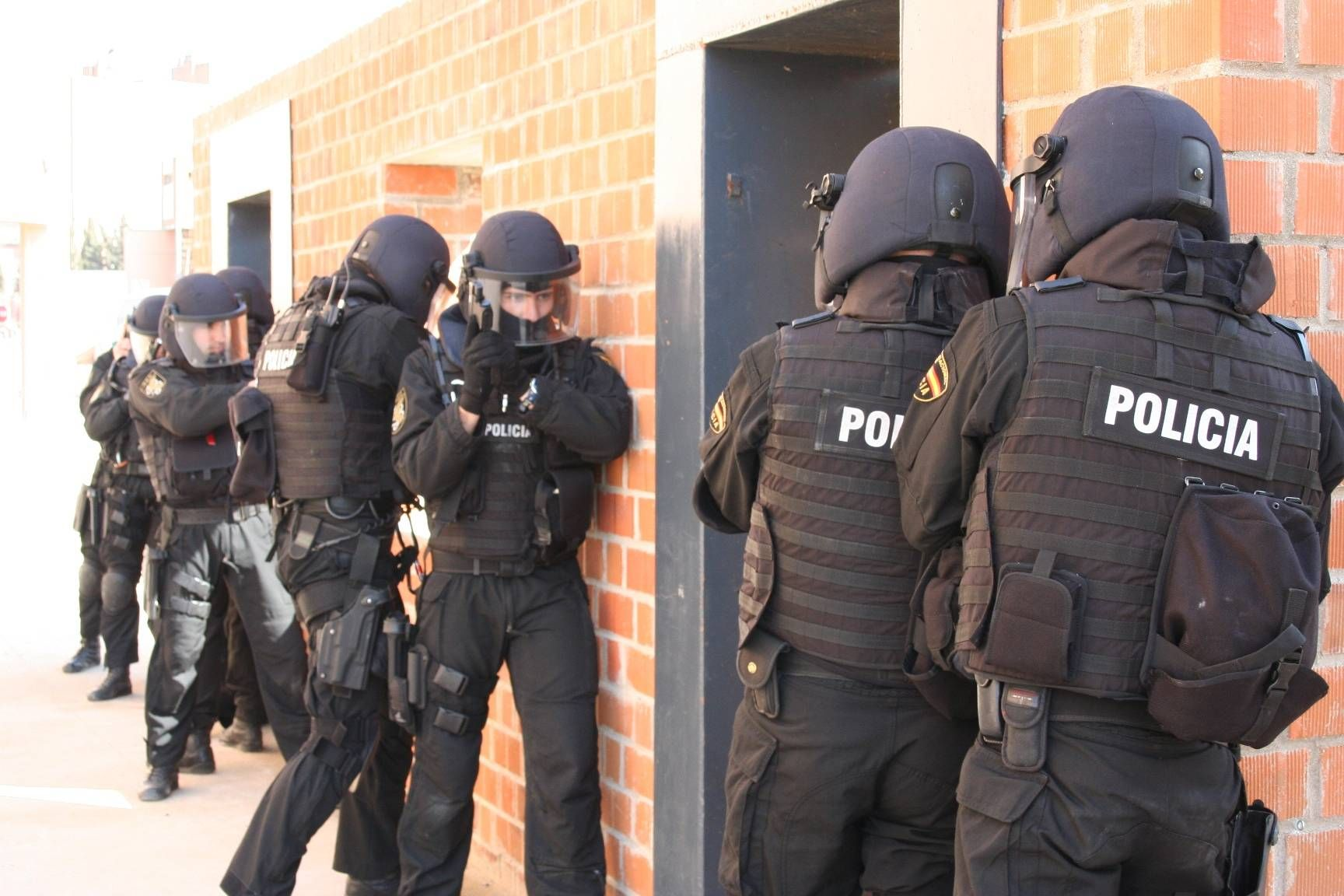
Miembros del GEO en pleno asalto a un edificio.

El GEO fue creado por decisión del entonces ministro del Interior Rodolfo Martín Villa, adoptada a las pocas horas de que una unidad antiterrorista alemana liberase, el 18 de octubre de 1977 en el aeropuerto de Mogadiscio, un avión de Lufthansa secuestrado 5 días antes por el Frente de Liberación de Palestina. La Inspección General de la Policía Armada venía proponiendo la creación de una unidad de este tipo desde mucho tiempo antes, sin lograr que el Ministerio la aceptara. En la tarde de aquel día, el capitán de Infantería (D.E.M.) José Paredes Pedrosa, jefe de la Sección de Operaciones del Estado Mayor de la Inspección, aprovechó la ocasión de que era recibido por el ministro para recordarle la antigua propuesta, quien la aceptó de inmediato.
De su creación y organización, como la de las restantes unidades de la Policía Armada entonces creadas, se ocupó la Sección de Operaciones antedicha, entonces al mando del capitán Paredes, quien eligió el nombre de Grupo Especial de Operaciones (GEO), inspirándose en la denominación de los existentes Grupos de Operaciones Especiales (GOEs) del Ejército de Tierra.
El mando de la unidad recién creada fue encomendado al capitán de Infantería Ernesto García-Quijada Romero, y como segundo jefe fue designado el capitán de Ingenieros Juan Senso Galán, que sucedió en el mando al anterior cuando falleció en un accidente de tráfico. El capitán Senso también fallecería en accidente de tráfico, en acto de servicio, haciéndose cargo del mando el capitán de Infantería Carlos Holgado Martín, que siguió ejerciéndolo tras ascender a comandante. Junto a los anteriores, los primeros oficiales de la unidad fueron los tenientes de Infantería Enrique Esteban Pendas y Rafael Roel Fernández.
La idea de la necesidad de un grupo de este tipo fue tomando forma en los cuerpos policiales, en respuesta al aumento de actos de violencia que ocurrieron durante la década de los setenta, como el secuestro y asesinato de la delegación deportiva israelí en la villa olímpica de Múnich durante los Juegos Olímpicos de 1972 y la consiguiente masacre en el aeropuerto muniqués. Este fatídico desenlace llevó al Gobierno federal alemán a plantearse la creación de una unidad contra el terrorismo que contase con medios y preparación especiales, y así surgió el GSG9 de la Policía Federal y otros muchos cuerpos similares en las restantes policías europeas.
En lo referente a España, la violencia de ETA que, hasta 1968, se limitaba a propaganda y atentados contra instalaciones y edificios, se incrementó a mediados de los setenta, incluyendo el atentado a Carrero Blanco. A esto se sumó la aparición, en 1975, de otro grupo terrorista, el GRAPO, cuya primera acción fue el asesinato de cuatro policías. Ante esta situación, a finales de 1977 se creó el GEO, de cuyo desarrollo se ocuparon los capitanes García-Quijada y Senso, quienes consiguieron que la unidad estuviera operativa en un tiempo récord, entregándose los diplomas a sus primeros componentes el 5 de abril de 1978. A los pocos meses, la Unidad Especial de Intervención de la Guardia Civil, creada el 3 de junio de 1978 y ambas unidades se encontraban encuadradas en la Red ATLAS de unidades especiales de policía europeas.
El GEO tiene su base en Guadalajara y cuenta con dos núcleos, el de apoyo y el operativo. Únicamente los agentes del grupo operativo han realizado las pruebas de acceso y superado el duro curso de adiestramiento; los del grupo de apoyo se encargan de labores de logística. Nunca se dan datos reales sobre el número de miembros que forman el grupo.
El 5 de abril de 2008 cumplieron su 30.º aniversario, al que acudió el exjefe de la Policía Nacional y de la Guardia Civil. Durante su celebración, realizaron diferentes simulacros, tales como asalto a edificios, situaciones de emboscadas en una zona de conflicto, detenciones con perros, etc.
Actualmente, se está construyendo en Linares (Jaén) el Centro de Prácticas Operativas de la Policía Nacional «La Enira», con un presupuesto de 2 700 000 €, que estará destinado al entrenamiento del GEO, así como de las Unidades de Intervención Policial (UIP).

## Organización
La organización interna de la Unidad está compuesta por una Sección Operativa, que se encarga de ejecutar las misiones específicas, y una Sección de Apoyo, que facilita que la anterior pueda realizar su actividad, plantilla que en la actualidad comprende casi un centenar de hombres, de los que la mayoría se inscriben en tareas operativas.

### Sección Operativa
El GEO cuenta con una Sección Operativa y otra de Apoyo. La primera cuenta con menos de 100 hombres encuadrados en dos grupos operativos denominados "10" y "20". Antiguamente se denominaban "Alpha" y "Bravo", pero debido a cambios internos relacionados con personal y especialidades, se modificó dicha estructura. Este último cambio afectó a la estructura de dichos grupos, en lo referente a mandos y a normas. La Sección de Apoyo está formada por policías que no han realizado el curso o ex-operativos y su misión está relacionada con la logística, automoción, sanidad, administración y seguridad del recinto entre otros.
Cada miembro del comando se encuentra encuadrado en una especialidad concreta que complementa la total polivalencia del mismo, permitiendo extraer un mejor rendimiento de su cualificación personal. Las especialidades de los miembros del comando son la de aperturas (utilización de los medios oportunos para la entrada en lugares cerrados), tirador, tirador de apoyo, "especialista en explosivos", medios especiales y buceador de combate.
De esta forma se consigue que cada comando operativo sea autosuficiente para realizar múltiples actividades, aunque en algunas ocasiones se recurre a concentrar ciertos especialistas de varios comandos para asumir una determinada misión.
En la Sección Operativa también se encuadran el Grupo Operativo de Formación y Especialidades (GOFE) y el Grupo Operativo de Técnicas y Experiencias (GOTE).
- Grupo Operativo de Formación y Especialidades: Varía su entidad en función de las necesidades de cada momento, engloba un pequeño grupo de operativos que coordinan todas las actividades relativas a los cursos de formación que, generalmente, tienen carácter bianual, asumiendo también trabajos de apoyo a las actividades realizadas por los grupos operativos y encargándose de la coordinación de los reciclajes y evaluaciones técnicas del personal operativo del GEO y los Grupos Operativos Especiales de Seguridad (GOES).

- El Grupo Operativo de Técnicas y Experiencias, coordinado por el segundo jefe de la unidad al igual que el primero, tiene como actividad básica el estar informado de todos aquellos avances en lo referente a material que ofrece el mercado, así como evaluar aquellos que puedan ser de interés para el GEO.

## Funciones
Las operaciones en las que interviene el GEO son aquellas que otros miembros del Cuerpo Nacional de Policía no pueden realizar debido a su alta peligrosidad o en las que se exige una especial cualificación, como así lo refleja la Resolución de 27 de diciembre de 1989 en su apartado segundo refiriéndose a sus funciones, diciendo:
1. Liberación de personas secuestradas o tomadas como rehenes.
2. Reducción o neutralización de los integrantes de bandas terroristas, grupos armados o delincuentes peligrosos.
3. Apertura y entrada en los lugares utilizados por los componentes de bandas terroristas y de grupos de delincuencia organizada.
4. Ejecutar los dispositivos de protección de personas y bienes que se les encomienden y precisen una especial cualificación.
5. Prestar servicio de seguridad en las sedes de las representaciones diplomáticas y consulares de España en el extranjero, cuando se considere oportuno.
6. Realizar reconocimientos subacuáticos tendentes a la búsqueda de víctimas, artefactos explosivos o cualquier otro efecto utilizado para la comisión de un hecho delictivo.
7. Realizar cualquier servicio cuya ejecución precise una especial cualificación.

## Acceso a la unidad
Se convoca concurso de acceso anualmente, normalmente en el tercer-cuarto trimestre del año.
Además hay que reunir una serie de requisitos, como son: 
- Nacionalidad: Es requisito fundamental poseer la nacionalidad española. No se considerarán aspirantes de otras nacionalidades.
- Edad: tener al menos dieciocho años de edad y no superar la edad máxima de jubilación establecida para la Policía Nacional.
- Antecedentes: No haber sido condenado por delitos dolosos, graves o menos graves, ni haber sido separado del servicio de la Administración General del Estado, de la Administración Autonómica, Local o Institucional, ni encontrarse inhabilitado para el ejercicio de funciones públicas.
- Salud física y mental: No estar afectado por ninguna condición física o mental que impida o menoscabe la capacidad funcional necesaria para desempeñar las funciones propias de la Policía Nacional, conforme al cuadro médico de exclusiones para el ingreso en la Policía Nacional aprobado por RD 326/2021, de 11 de mayo.
- Consumo de sustancias: No consumir drogas tóxicas, sustancias psicotrópicas o estupefacientes conforme a lo establecido en la Convención Única de 1961 sobre Estupefacientes y sus posteriores modificaciones, a menos que medie prescripción facultativa previa.
- Compromiso con el uso de armas: Se requiere que el solicitante se comprometa, mediante declaración, a portar y, en caso necesario, utilizar armas.
- Licencia de conducir: Poseer un permiso de conducción de clase B.
- Titulación: Se exige estar en posesión del título de Bachiller o equivalente. En caso de titulaciones obtenidas en el extranjero, se debe presentar el documento que acredite su homologación o equivalencia con la titulación española requerida.

En el caso de los GEO, se mantiene el requisito de altura, y se establece la mínima en el metro sesenta y cinco en el caso de que seas hombre y metro sesenta para mujeres.
El 15 de octubre de 2021 se publicó G.E.O.: Más Allá del Límite, una miniserie documental sobre el proceso de selección de los nuevos miembros del Grupo Especial de Operaciones; la serie, producida por Buendía Estudios y distribuida por Amazon Prime Video, cuenta con 8 episodios.

## Uniformidad

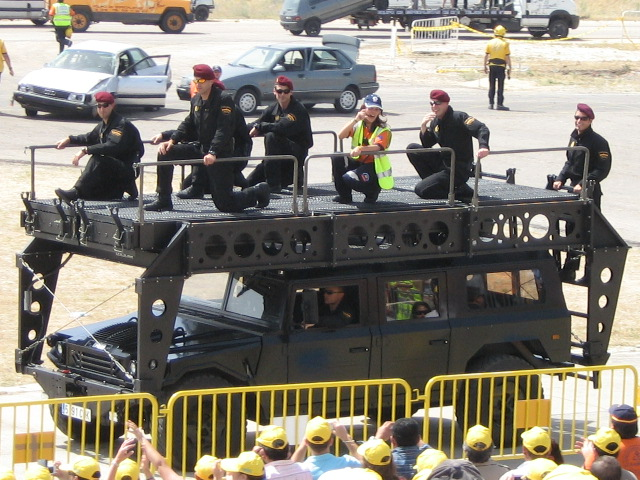
Miembros del GEO sobre un vehículo URO VAMTAC. Se puede observar el uso de la boina granate.

## Símbolos

### Emblema
El emblema del GEO es un escudo negro con un águila dorada capturando una serpiente que representa un acto de fuerza. El águila es una referencia al águila de San Juan. La serpiente es un símbolo clásico del mal.
También cabe señalar que las letras del grupo, el águila y el marco se representan en oro o grana mientras que la serpiente se representa en color plateado o blanco.

### Boina
Desde su creación, los miembros del GEO llevan boina, de color negro cuando fue creada la Unidad y actualmente de color granate, con el emblema del Cuerpo de Policía Armada aquella y con el del Cuerpo Nacional de Policía la actual, en el lado derecho en ambos casos.

## Operaciones

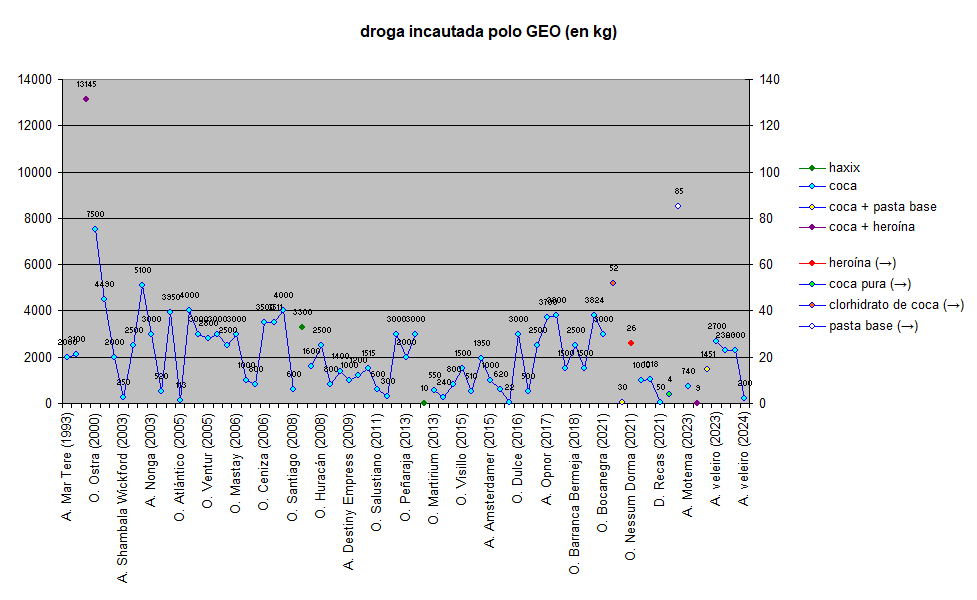
Evolución temporal de la droga decomisada.

Los agentes del GEO están destinados a operaciones de alto riesgo en los que otros agentes del Cuerpo Nacional de Policía no pueden intervenir. Entre sus acciones están: rescate de rehenes, protección de personas Vip y autoridades, detención de delincuentes peligrosos, desarticulación de bandas de crimen organizado o de comandos terroristas, protección de embajadas en el extranjero, etc. 
Desde su creación, el GEO ha desarticulado treinta y cinco células armadas de diferentes grupos terroristas y ha rescatado a más de cuatrocientos rehenes, con tan solo una baja entre sus filas en acto de servicio, la del subinspector de policía Francisco Javier Torronteras Gadea, que murió durante el asalto a un piso franco de Leganés (Madrid) tras los atentados del 11 de marzo de 2004, cuando los sospechosos se suicidaron detonando las bombas que poseían. Solamente tres operaciones del GEO se han saldado con la muerte de uno o varios de los criminales implicados.
El listado abajo mencionado no es exhaustivo y no implica que los efectivos del G.E.O. fueran la única unidad de la Policía Nacional implicada o la única fuerza o cuerpo de seguridad del Estado involucrada en la operación.

### Atraco a sucursal del BBV, 1981
Operativos del G.E.O. detuvieron a dos atracadores y rescataron a ocho rehenes en la sucursal del Banco Bilbao Vizcaya de Bilbao en febrero de 1981. Seis personas resultaron heridas.

### Atraco al Banco Central de Barcelona, 1981
Su primera operación importante, que dio a conocer el GEO al público, fue en la intervención en el atraco al Banco Central de Barcelona, en 1981.
Acudieron tanto los operativos como los alumnos. Fue la primera operación en la que abrieron fuego. El asalto comenzó desde el tejado, desde allí alcanzaron al atracador Nº11.
Este atraco ostenta el récord del mayor número de rehenes tomados en un robo en el mundo hasta la fecha.

### Atraco a sucursal del Banco Sabadell, 1986
Operativos del G.E.O. detuvieron a dos atracadores y rescataron a doce rehenes en la sucursal del Banco Sabadell de Barcelona en octubre de 1986.

### Liberación de Mélodie Nakachian, 1987
El 20 de noviembre de 1987, gracias a una rápida y precisa operación, liberaron a la niña Mélodie Nakachian de cinco años, cuyos secuestradores la retenían en un apartamento de San Roque en la provincia de Cádiz tras un secuestro de once días.

### Operación Mapa, 1989
Agentes del GEO se incorporaron a la operación preventiva antiterrorista cuyo fin era evitar un nuevo atentado de la banda terrorista ETA en la ciudad de Madrid.

### Abordaje del Mar Tere, 1993
En junio abordaron el buque carguero Mar Tere abanderado en Panamá a 420 millas del Cabo San Vicente. A bordo, incautaron un total de 2.000 kilogramos de cocaína.

### Operación Concierto, 1998
El 16 de octubre abordaron el buque carguero Miami Express con bandera de conveniencia a 200 millas del Cabo San Vicente. A bordo, incautaron un total de 2.100 kilogramos de cocaína.

### Operación Temple, 1999
El 8 de julio abordaron el buque pesquero Tammsaare abanderado en Panamá en aguas cercanas a las Islas Canarias. Iba cargado con 7.650 kilogramos de cocaína y 288 kilogramos de heroína. Uno de los dieciséis tripulantes, todos ellos de nacionalidad rusa, falleció durante el asalto por un paro cardíaco. En tierra se incautaron otros 5.110 kilos de cocaína en La Coruña, 97 kilogramos en Madrid, 600.000 dólares y 20 vehículos.

### Operación Ostra, 2000
En septiembre asaltaron el barco carguero Privilege abanderado en Santo Tomé y Príncipe procedente de Venezuela en una operación dirigida por el juez Baltasar Garzón. Este iba cargado con entre 5000 y 10.000 kilogramos de cocaína.

### Operación Grumete, 2001
El 16 de agosto abordaron el buque mercante Agios Constandinos abanderado en Camboya y el buque pesquero Tatiana abanderado en Togo frente a la costa de Guayana Francesa, decomisando un total de 4.490 kilogramos de cocaína. El grupo de narcotraficantes estaba liderado por José Ramón Prado Bugallo alias Sito Miñanco que fue detenido y procesado.

### Operación Candil, 2002
El 29 de marzo abordaron el buque pesquero Meniat a 1.900 millas de la costa de Galicia y al norte de las islas de Cabo Verde. Incautaron un total de 2.000 kilogramos de cocaína.

### Abordaje del Shambhala Wickford, 2003
El 31 de mayo abordaron el velero Shambhala Wickford abanderado en Estados Unidos entre Llanes y Ribadesella en Asturias. A bordo, incautaron un total de 250 kilogramos de cocaína.

### Abordaje del Alexandra, 2003
El 5 de junio abordaron el buque pesquero Alexandra abanderado en Venezuela a 3.000 millas de las Islas Canarias. A bordo incautaron un total de 2.500 kilogramos de cocaína.

### Operación Faro, 2003
En julio abordaron el buque pesquero Caridad C abanderado en Venezuela. Iba cargado con 3.600 kilogramos de cocaína. En noviembre abordaron el buque pesquero Doña Rosa abanderado en Venezuela aunque en el momento del abordaje no enarbolaba pabellón alguno. Iba cargado con 1.500 kilogramos de cocaína. Ambas actuaciones desarticularon un grupo histórico de tráfico de cocaína gallego. 

### Abordaje del Nonga, 2003
El 31 de agosto abordaron el buque pesquero Nonga abanderado en Venezuela a 2.600 kilómetros al suroeste de las Islas Canarias. Incautaron un total de 3.000 kilogramos de cocaína.

### Operación Nova, 2004

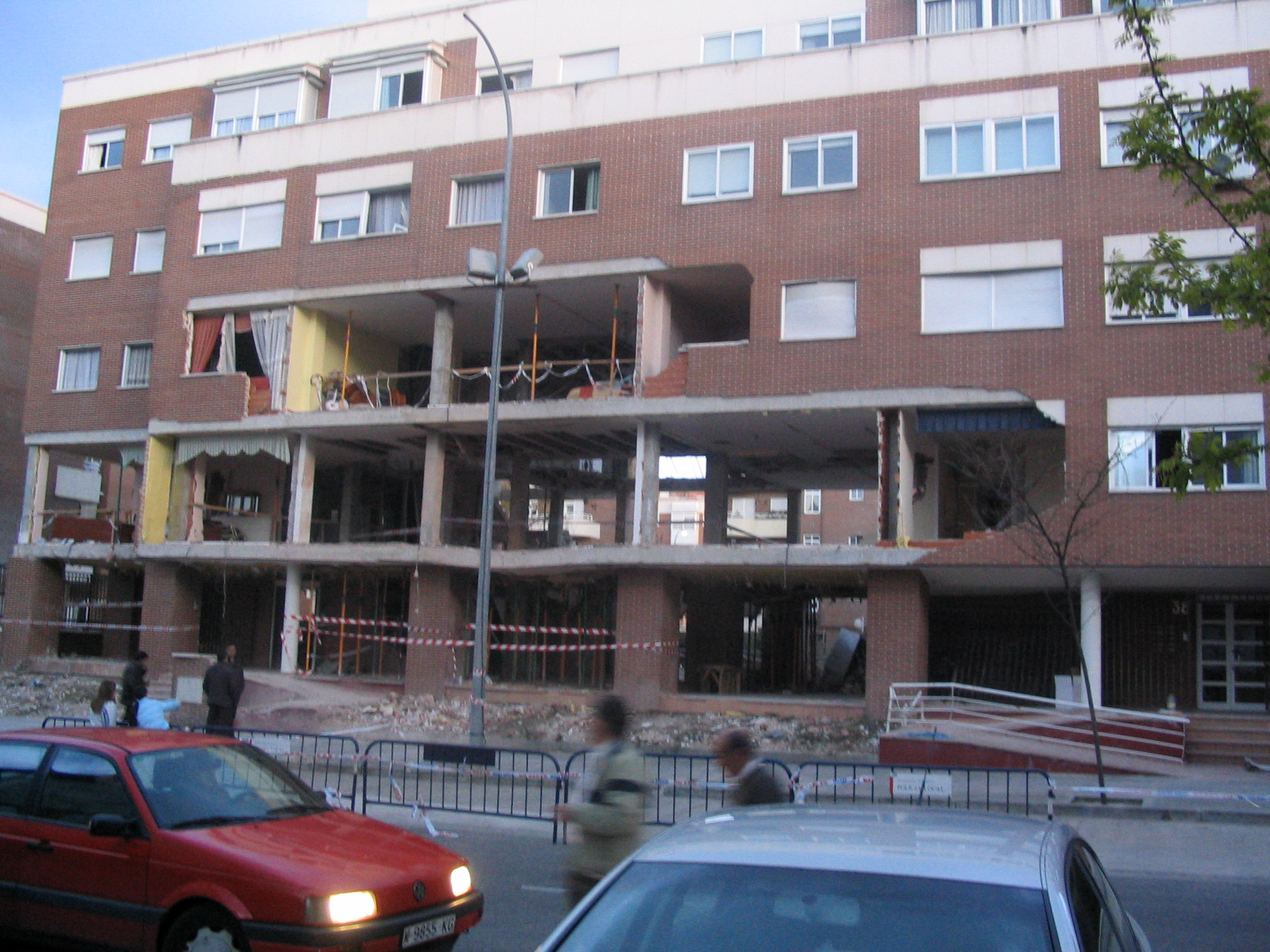
Piso en Leganes donde fue el asalto

El 3 de abril del 2004 el grupo de operaciones especiales asaltó el edificio de los perpetradores de los Atentados del 11 de marzo de 2004. Cuando los agentes iban a entrar, el piso explotó matando a los 7 terroristas y al agente del GEO Francisco Javier Torronteras siendo la única muerte de un GEO durante una operación hasta la fecha.

### Atraco al Banco Popular de Alicante, 2004
El 5 de abril de 2004, un atracador se atrincheró con rehenes durante más de doce horas en una sucursal del Banco Popular en Alicante. El delincuente tomó ocho rehenes a punta de pistola a los que fue liberando escalonadamente. Exigió a las fuerzas de seguridad una motocicleta de gran cilindrada y llena de gasolina para huir. A las 22:00, cuando quedaban dos rehenes en su poder, montó en ella y se alejó a toda velocidad. Habiendo circulado cuatrocientos metros fue interceptado por un vehículo policial y resultó herido grave por la colisión.

### Operación Tránsito, 2004
El 20 de abril abordaron el velero Revoleo cerca de la costa de Portugal. Iba cargado con 520 kilogramos de cocaína.

### Operación Miño, 2004
En diciembre abordaron el buque White Sands abanderado en Togo en aguas próximas al archipiélago de Cabo Verde. Iba cargado con 3.950 kilogramos de cocaína.

### Operación Atlántico, 2005
El 27 de mayo de 2005 abordaron el velero Are Nui abanderado en Alemania en aguas del Océano Atlántico. Este iba cargado con 113 kilogramos de cocaína.

### Operación Tul, 2005
El 27 de mayo de 2005 abordaron el buque pesquero Atlantic Warner en aguas del Océano Atlántico. Este iba cargado con 4.000 kilogramos de cocaína.

### Operación Camarote, 2005
El 24 de julio de 2005 abordaron el buque Ceres II abanderado en Ghana que navegaba sin enarbolar pabellón alguno frente a las costas de África en aguas del Océano Atlántico. Este iba cargado con 3.000 kilogramos de cocaína.

### Operación Ventur, 2005
El 3 de septiembre de 2005 abordaron el velero Tobago Clipper abanderado en Noruega a 250 millas al este de Cabo Verde. Este iba cargado con 2.800 kilogramos de cocaína.

### Operación Aguayro, 2005
El 13 de octubre de 2005 abordaron el buque mercante Ivy I abanderado en Panamá en aguas internacionales cerca de las Islas Canarias. Este iba cargado con 3.000 kilogramos de cocaína.

### Operación Bahía, 2006
El 20 de febrero de 2006 abordaron el buque pesquero Mars abanderado en Panamá a 30 millas al norte de la isla de Tenerife, el cual iba cargado con 2.500 kilogramos de cocaína.

### Operación Mastay, 2006
El 21 de febrero de 2006 abordaron el buque Bahía Azul en aguas internacionales del océano Atlántico, el cual iba cargado con 3.000 kilogramos de cocaína.

### Abordaje del Nadia, 2006
En abril de 2006, abordaron el velero Nadia que navegaba con bandera de Alemania al noroeste de las Islas Azores cargado con 1000 kilogramos de cocaína. El barco fue comprado en Barbados, se llamaba Grafenberg y estaba abanderado en Países Bajos pero cambiaron el nombre y la bandera para despistar a las autoridades.

### Operación Tomate, 2006
En junio de 2006 abordaron el velero Somni abanderado en Ibiza, España frente a las costa de Galicia el cual iba cargado con 800 kilogramos de cocaína. También incautaron dos pistolas (una de ellas con silenciador), un subfusil Intratec, un cargador con 28 proyectiles, 150.000 euros, una máquina de contar dinero y balanzas de precisión.

### Operación Ceniza, 2006
En junio de 2006 abordaron el buque pesquero Pietertje abanderado en Reino Unido a 500 millas de Cádiz el cual iba cargado con 3.500 kilogramos de cocaína.

### Abordaje del Spes Nostra, 2006
El 27 de agosto de 2006 abordaron el velero Spes Nostra abanderado en Reino Unido a 400 millas de Madeira y las Islas Canarias el cual iba cargado con 3.511 kilogramos de cocaína.

### Operación Castaño, 2007
En junio de 2007 abordaron el buque Oceanía II, sin bandera conocida, cerca de las Islas Azores el cual iba cargado con 4.000 kilogramos de cocaína.

### Operación Santiago, 2008
En enero de 2008 abordaron el velero Lazy Bones abanderado en Reino Unido en el Océano Atlántico el cual iba cargado con 600 kilogramos de cocaína.

### Operación Pink Floyd, 2008
En abril de 2008 buzos del GEO recuperaron 3.300 kilogramos de hachís que una banda de narcotraficantes había hundido en una cala de Santa Cristina d´Aro en Gerona en la Costa Brava.

### Operación Mistral, 2008
En julio de 2008 abordaron el velero Ultimatum cerca de las Islas Azores el cual iba cargado con 1.600 kilogramos de cocaína.

### Operación Huracán, 2008
En agosto de 2008 abordaron el pesquero Rio Manzanares abanderado en Venezuela, aunque navegaba sin enarbolar pabellón alguno, cerca de la costa de Galicia el cual iba cargado con 2.500 kilogramos de cocaína. El buque ejercía la función de barco nodriza e iba a trasvasar la droga a barcos pequeños para su descarga.

### Abordaje del Sojouner London, 2008
En septiembre de 2008, abordaron el velero Sojouner London abanderado en Reino Unido en aguas cercanas a las Islas Azores  cargado con 800 kilogramos de cocaína.

### Abordaje del Breath, 2008
En octubre de 2008, abordaron el remolcador Breath abanderado en Moldavia a 980 millas de las Islas Canarias cargado con 1.400 kilogramos de cocaína.

### Abordaje del Destiny Empress, 2009
En diciembre de 2009, abordaron el buque oceanográfico de 58 metros de eslora Destiny Empress que navegaba sin bandera conocida a 200 millas de la costa de  Galicia cargado con 1000 kilogramos de cocaína.

### Abordaje del Ariel IV, 2010
En julio de 2010, abordaron el barco velero Ariel IV abanderado en Brasil a 600 millas al sureste de las Islas Azores cargado con 1.200 kilogramos de cocaína.

### Abordaje de La Flibuste, 2010
En septiembre de 2010, abordaron el barco velero La Flibuste abanderado en Reino Unido a 4 millas de la costa de Cádiz cargado con 1.515 kilogramos de cocaína.

### Operación Salustiano, 2011
En junio de 2011, abordaron el barco velero Dali abanderado en Países Bajos a 180 millas del Cabo San Vicente en el océano Atlántico cargado con 600 kilogramos de cocaína.

### Abordaje de un catamarán, 2011
El 15 de noviembre de 2011, abordaron un velero tipo catamarán abanderado en Reino Unido a 198 millas al oeste del Cabo San Vicente cargado con 300 kilogramos de cocaína.

### Protección de traslado de oro, 2012
En mayo custodiaron el traslado de más de 140 kilogramos de oro de Melilla hasta el Banco de España en Madrid. Esta importante cantidad de metal precioso, cuyo valor asciende a 5,3 millones de euros, se iba a emplear para blanquear capitales procedentes del tráfico de hachís en Marruecos.

### Operación Espartana, 2012
En agosto de 2012, abordaron el buque SV Nikolay abanderado en Bulgaria a 50 millas de la costa de Cádiz en el océano Atlántico cargado con más de 3.000 kilogramos de cocaína.

### Operación Peñaraja, 2013
En marzo de 2013, abordaron el barco pesquero sin bandera conocida Pacífico a 700 millas de Cabo Verde cargado con cerca de 2.000 kilogramos de cocaína y 200.000 dólares en efectivo para el pago de la tripulación. Un operativo del G.E.O. resultó herido leve y tuvo que ser evacuado.

### Operación Albatros, 2013
En mayo de 2013, abordaron el barco pesquero Riptide abanderado en Senegal en el océano Atlántico cargado con más de 3.000 kilogramos de cocaína.

### Operación Monteviejo, 2013
A finales de octubre de 2013, abordaron el barco pesquero Oscar II, abanderado en Marruecos, a 50 millas al oeste del Cabo de San Vicente en el océano Atlántico cargado con diez toneladas de hachís.

### Operación Martirium, 2013
A finales de noviembre de 2013, abordaron el barco velero Triton 2000 a 900 millas de las Islas Canarias en el océano Atlántico cargado con 550 kilogramos de cocaína.

### Intervención de lancha auxiliar, 2014
En agosto de 2014, intervinieron la lancha auxiliar de un barco en Cartaya provincia de Huelva. En el interior del casco llevaba ocultos 240 kilogramos de cocaína.

### Abordaje del Pandora Lys, 2014
En agosto de 2014, abordaron el velero Pandora Lys abanderado en España en aguas del Océano Atlántico cargado con 800 kilogramos de cocaína.

### Operación Visillo, 2015
En enero de 2015, abordaron el pesquero Coral I abanderado en Venezuela. El asalto se produjo a 650 millas al suroeste de Cabo Verde en el océano Atlántico. Iba cargado con 1.500 kilogramos de cocaína.

### Incautación de 510 kg de cocaína, 2015
En febrero decomisaron 510 kilogramos de cocaína oculta en un contenedor de pieles de bovino en una nave del polígono industrial Cabezo Beaza en Cartagena.

### Abordaje del Walrus, 2015
En mayo de 2015, abordaron el barco pesquero Walrus abanderado en la República de Palaos a 1.480 kilómetros de las Islas Canarias en el océano Atlántico cargado con 1.950 kilogramos  de cocaína.

### Abordaje del Amsterdamer, 2015
El 12 de mayo de 2015, abordaron el velero Amsterdamer abanderado en la Estados Unidos cerca de las Islas Azores en el océano Atlántico cargado con 1000 kilogramos  de cocaína.

### Operación Santa, 2015
En julio de 2015, abordaron el velero Silver Back abanderado en España. El asalto se produjo al noroeste del archipiélago de las Azores en el océano Atlántico. Iba cargado con 620 kilogramos de cocaína.

### Operación Nebraska, 2015
En julio de 2015 asaltaron una finca en la vertiente madrileña de la Sierra de Guadarrama que estaba siendo usada para el procesado de cocaína. Se incautaron 22 kilogramos de cocaína, 100 litros de disolventes y otros precursores así como 2.400 euros en efectivo.

### Frustración de atraco a sucursal bancaria, 2015
En agosto de 2015 impidieron el atraco a una sucursal bancaria mediante el procedimiento del butrón en Madrid. Arrestaron a 4 atracadores.

### Operación Dulce, 2016
En enero de 2016, interceptaron un coche lanzadera y una furgoneta de transporte que llegó a embestir a los vehículos policiales. Se incautaron 3.000 kilogramos de cocaína (de los cuales 700 iban en la furgoneta y 2.300 en un almacén en la localidad de Barro en Pontevedra), 1.200.000 euros y una pistola.

### Abordaje de un velero, 2016
En marzo de 2016, abordaron un velero cercado de Cabo Verde en el océano Atlántico cargado con 500 kilogramos  de cocaína. En el asalto hubo un intercambio de disparos entre los agentes y los tripulantes. Uno de los tripulantes sufrió quemaduras en el 40% de su cuerpo debido al incendio provocado por ellos mismos para evitar la incautación de la droga.

### Desmantelamiento de laboratorio de cocaína, 2016
En abril de 2016 asaltaron una finca en la localidad de Illescas en la provincia de Toledo que estaba siendo usada para el procesado de cocaína. Se incautaron 22 kilogramos de cocaína, 5.820 litros de precursores líquidos, 375 kilogramos de productos químicos tales como manitol, procaína, potasio permanganato, cafeína, tetracaína clohidratada, calcio cloruro y tetramisol; dos prensas hidráulicas, una prensa de madera y metal, utillaje diverso y 1.610 euros en efectivo.

### Operación Madrid, 2017
Desde principios de año varios comandos patrullaban Madrid de incógnito para poder actuar lo más rápido posible ante un ataque terrorista islámico .

### Operación Atlántico I, 2017
En mayo de 2017 abordaron el pesquero Alí Primera abanderado en Venezuela cerca de la isla de Gran Canaria en el océano Atlántico cargado con 2.300 kilogramos  de cocaína.

### Abordaje del Opnor, 2017
En octubre de 2017, abordaron el buque Opnor abanderado en Panamá a 80 millas al oeste de la costa de Senegal en el océano Atlántico cargado con 3.700 kilogramos  de cocaína.

### Operación Briol, 2017
En octubre de 2017, abordaron el buque remolcador Thoran de 34 metros de eslora, construido en 1978 y abanderado en Comoras. El asalto se produjo entre el archipiélago de las Azores y la isla de Madeira, a unas 540 millas de las Islas Canarias en el océano Atlántico. Se descubrió en un tanque sellado bajo la cocina 3.800 kilogramos de cocaína.

### Operación Mito, 2018
En febrero colaboraron en una operación contra la organización de narcotráfico liderada por Sito Miñanco.
En el asalto a una nave, la cual funcionaba como galería de tiro en Alpedrete, un agente del GEO sufrió una herida de bala en un hombro y otro sufrió contusiones leves tras recibir varios impactos de bala en su chaleco antibalas. Los agentes hirieron en las piernas al objetivo. 

### Detención de fugitivo, 2018
En mayo de 2018, detuvieron a un fugado de la prisión de Alcalá  Meco de 66 años en un hotel de Getafe. Le constaba una experiencia de más de 35 años en delitos de robos con fuerza.

### Operación Canelas, 2018
En julio de 2018, abordaron el velero Wall Street abanderado en Países Bajos. El asalto se produjo en aguas adyacentes a las Islas Azores el océano Atlántico e iba cargado con 1.500 kilogramos  de cocaína. A bordo incautaron también 5.000 euros en efectivo, una escopeta con 10 cartuchos y varios equipos informáticos de comunicación vía satélite.

### Operación Barranca Bermeja, 2018
En agosto de 2018, abordaron el buque remolcador Titán III abanderado en Panamá. El asalto se produjo en el océano Atlántico e iba cargado con 2.500 kilogramos  de cocaína. El buque se llamaba previamente Zumaia II y estaba matriculado en Bilbao pero los narcotraficantes le cambiaron el nombre y el abanderamiento para intentar despistar a las autoridades.

### Operación Beluso, 2019
El 25 de mayo de 2019, abordaron el buque pesquero Apollo I sin bandera conocida a 700 millas de las Islas Canarias en el océano Atlántico cargado con 1.500 kilogramos de cocaína.

### Operación Sentina-Block, 2019
Entre junio y julio de 2019 desarticularon una banda de narcotraficantes en Palma.

### Operación Pantín, 2020
El 25 de abril de 2020, abordaron el buque carguero MV Karar abanderado en Togo a 400 millas de la costa de Galicia en el océano Atlántico cargado con 3.824 kilogramos de cocaína.

### Operación Bocanegra, 2021
El 22 de febrero de 2021, abordaron el buque mercante Nehir de 52 metros de eslora y abanderado en la República de Palaos a 120 millas del Cabo de Peñas en Galicia en el océano Atlántico cargado con 3.000 kilogramos de cocaína.

### Operación Química, 2021
En febrero de 2021, desmantelaron un laboratorio de cocaína en Almoradí en la provincia de Alicante. Se incautaron 52 kilogramos de clorhidrato de cocaína, 20 vehículos de alta gama, tres motos de agua, un camión frigorífico, dos armas de fuego cortas, tres armas de fuego largas, 650.000€ y todo el equipamiento del laboratorio. Se estima que tenían una capacidad de procesar 600 kilogramos al mes.

### Operación Toga, 2021
En marzo de 2021, desmantelaron un laboratorio de cocaína en San Martín de la Vega en el sur de la Comunidad de Madrid. Se incautaron 2 kilogramos de cocaína, 28 kilogramos de pasta base, 5000 litros de precursores y todo el equipamiento del laboratorio. Se estima que tenían una capacidad de procesar 650 kilogramos al mes.

### Operación Nessum Dorma, 2021
En mayo de 2021, asaltaron varias naves industriales en el marco de una operación destinada a desarticular una organización criminal dedicada a introducir en España grandes cantidades de droga desde Países Bajos. Detuvieron a nueve personas en las localidades de Alcalá de Henares y Alovera. Se incautaron 26 kilogramos de heroína, 31.110 euros en efectivo, cinco automóviles y 20 terminales telefónicos.

### Operación Galera, 2021
En julio de 2021, abordaron el velero Somewhere London de 18 metros de eslora y abanderado en Reino Unido cerca de la isla de Lanzarote en el océano Atlántico cargado con 1000 kilogramos de cocaína.

### Operación Candado, 2021
En julio de 2021, abordaron el velero Windwhisper en el océano Atlántico cargado con 1.018 kilogramos de cocaína.

### Evacuación de Afganistán, 2021
Artículo principal: Evacuación de Afganistán de 2021.
Diez operativos del G.E.O y siete de la U.I.P fueron enviados a Kabul a participar en la evacuación del personal de la embajada española y de los traductores, otros colaboradores y sus familias.

### Operación Queen, 2021
En septiembre de 2021 desmantelaron dos laboratorios clandestinos de procesado de cocaína ubicados en la localidad de El Molar, en la Comunidad de Madrid. Estas instalaciones tenían capacidad para producir 300 kilogramos al mes. Se decomisaron en total 21 kilogramos de clorhidrato de cocaína, 30 kilogramos de pasta base en proceso de conversión, cuatro bidones de 120 litros de capacidad con sustancia precipitándose, 3000 litros de precursores químicos, seis vehículos, 100 kilogramos de pintura impregnada en cocaína y un kilogramo de marihuana.

### Operación Soles, 2021
En diciembre de 2021 desmantelaron un laboratorio clandestino de procesado de cocaína ubicado en un paraje de Recas en la provincia de Toledo. Estas instalaciones tenían capacidad para producir 150 kilogramos al mes. Se decomisaron 50 kilogramos de clorhidrato de cocaína y 3.000 litros de precursores químicos.

### Operación Prusia, 2022
Unos 30 operativos fueron desplegados en Ucrania y Polonia para proteger la evacuación de los ciudadanos españoles residentes en Ucrania y del personal diplomático cuando se produjo la invasión por parte de Rusia en febrero de 2022.

### Operación Carbajal, 2022
En mayo de 2022, colaboraron en la detención de 3 atracadores denominados Los solitarios. Eran autores de 12 atracos empleando armas de fuego en el norte de España. Las detenciones se produjeron en Carbajal de la Legua y en Cubillos del Sil en la provincia de León.

### Operación Nobel 2, 2022
Colaboraron en la desarticulación de una banda de narcotraficantes originarios de República Dominicana que operaba en Ciudad Real y en Palomeque, Toledo. Como resultado de la operación se decomisaron 4 kilogramos de cocaína de alta pureza, 50.000 euros en efectivo, 5 coches con caletas, 10 litros de productos químicos, prensas, planchas, envasadoras al vacío y otros útiles para el corte, adulteración y envasado de cocaína, varios patinetes eléctricos con los que distribuían la droga y un arma de fuego. También se bloquearon 3 inmuebles.

### Operación Silcon, 2022
En septiembre desmantelaron un laboratorio de procesado de cocaína con capacidad para producir 120 kilogramos a la semana en una localidad del sur de Madrid. En total se decomisaron 85 kilogramos de pasta base de cocaína, 250 kilogramos de cemento impregnado en cocaína, 950 litros de precursores químicos, 125 kilos de precursores sólidos, seis vehículos y 36.000 euros.

### Liberación de una rehén, 2022
El 20 de diciembre rescataron ilesa a una mujer que se encontraba retenida por su hermano en Murcia desde el día 16 por la tarde. Tras un intercambio de disparos entre los agentes y el secuestrador consiguieron evacuar a la rehén. Un operativo sufrió dos heridas por impacto de bala.

### Operación Kore, 2023
En enero de 2023, abordaron el barco velero Motema, sin bandera conocida, al oeste de las Islas Azores en el océano Atlántico cargado con 740 kilogramos de cocaína.

### Operación Skorpio-Stop&go, 2023
En marzo de 2023 operativos del G.E.O y de la U.E.I detuvieron a 5 integrantes del motoclub COMANCHERO MC en varias localidades de la provincia de Guadalajara. Se les imputaban los delitos de pertenencia a organización criminal, contra la salud pública y tenencia ilícita de armas. Se decomisaron armas de fuego, armas blancas y prohibidas, sustancias estupefacientes, parafernalia neonazi, material informático, dinero en efectivo, joyas y relojes de lujo.

### Operación Andrómeda, 2023
En marzo de 2023 colaboraron en la desarticulación del Clan de los Saavedra, dominantes en el tráfico de drogas de la Cañada Real Galiana. Se decomisaron 7 kilogramos de cocaína, dos kilogramos de heroína, 11 vehículos, 125.000 euros en efectivo, varias armas de fuego (incluyendo bolígrafos pistola) y casi 700 cartuchos de munición.

### Operación Mourente, 2023
En abril de 2023 intervinieron un laboratorio de procesamiento de pasta de clorhidrato de cocaína con capacidad para producir 200 kilogramos al día en Cerdedo-Cotobade, Galicia. 
Como resultado total de la investigación, se decomisaron 1300 kilogramos de pasta base de cocaína, inmuebles por valor de 1,7 millones de euros, 37 productos financieros, 23.000 litros de precursores y 151 kilos de cocaína procesada lista para ser distribuida.

### Operación Marina, 2023
El 24 de agosto abordaron un velero en aguas internacionales a 700 millas al oeste de las Islas Canarias cargado con 2.700 kilogramos de cocaína. El cargamento pertenecía a una banda serbia. Se decomisaron 550.000 euros en efectivo, dos vehículos y varios relojes de lujo.

### Operación Tauros, 2023
El 12 de septiembre de 2023, abordaron el buque pesquero Bestarruza abanderado en España a 40 millas de la costa de Galicia en el océano Atlántico cargado con 2.300 kilogramos de cocaína.

### Operación Neptuno, 2023
En octubre de 2023, abordaron el buque remolcador Sea Paradise, abanderado en Panamá, cuando navegaba en alta mar en el océano Atlántico cargado con 2.300 kilogramos de cocaína. Uno de los tripulantes de origen serbio mantenía a toda la tripulación como rehenes en el momento del asalto. Para ello había ejecutado a uno de los miembros de la organización y arrojado su cuerpo al mar. Tras una negociación de quince horas liberaron a los rehenes.

### Operación Pumuki, 2023
En octubre colaboraron en la desarticulación de una organización criminal que introducía cocaína en España desde Iberoamérica.

### Operación Maverick, 2024
En enero liberaron en Madrid a dos secuestrados que habían sido engañados con la compraventa de un vehículo. Entre los 9 detenidos se encontraba Ramón Santiago Jiménez, uno de los condenados siendo menor por raptar, atropellar y quemar viva a la joven de Getafe Sandra Palo en 2003.

### Operación Mástil, 2024
En febrero, abordaron un velero abanderado en Polonia en aguas próximas al archipiélago de Cabo Verde en el océano Atlántico cargado con 200 kilogramos de cocaína.

### Detención de hombre atrincherado en Albacete, 2024
El 5 de marzo, detuvieron a un agricultor con antecedentes que se atrincheró en su casa en Albacete.

### Operación Mirlo, 2024
En mayo, detuvieron en Málaga a uno de los narcotraficantes más buscados en Serbia y a diez de sus compinches en las provincias de Madrid, Barcelona y Málaga.

### Operación Alcázar, 2024
En junio, desmantelaron un laboratorio de procesado de cocaína situado bajo una plaza de toros en Puebla de Montalbán en la provincia de Toledo.

### Detención de hombre atrincherado en Madrid, 2024
El 8 de agosto, detuvieron a un hombre con antecedentes psiquiátricos y de consumo de estupefacientes que se atrincheró en su casa en el distrito de Hortaleza en Madrid tras disparar hacia la calle con una escopeta en varias ocasiones. Se le intervinieron un cuchillo y dos escopetas de caza.

### Detención de hombre atrincherado en Parla, 2024
El 24 de septiembre, detuvieron a un hombre atrincherado con una escopeta en Parla, Madrid después de ser denunciado por su esposa por amenazas. Tras una negociación de 11 horas depuso su actitud y fue detenido sin haber efectuado ningún disparo.

### Operación Inferno, 2024
En noviembre, abordaron el pesquero Gloria Figueroa abanderado en Panamá a 500 millas al oeste del archipiélago de las Islas Canarias en el océano Atlántico cargado con 4.000 kilogramos de cocaína.

### Operación Baroña, 2025
El 16 de enero y conjuntamente con la Guardia Civil, abordaron una embarcación de 12 metros de eslora y 1350 CV mientras estaban alijando en la playa de Rego do Alcalde en Villagarcía de Arosa, provincia de Pontevedra. Arrestaron a siete albaneses. Decomisaron 1.100 kilogramos de cocaína, una pistola de 9 mm parabellum, dos vehículos y equipos de comunicaciones.

### Operación Paramaribo, 2025
El 11 de febrero abordaron un velero abanderado en Polonia a 800 millas náuticas al oeste de la isla de Tenerife. Detuvieron a dos tripulantes y decomisaron 19 fardos con un peso de 600 kilogramos de cocaína.

## Materiales

### Vehículos

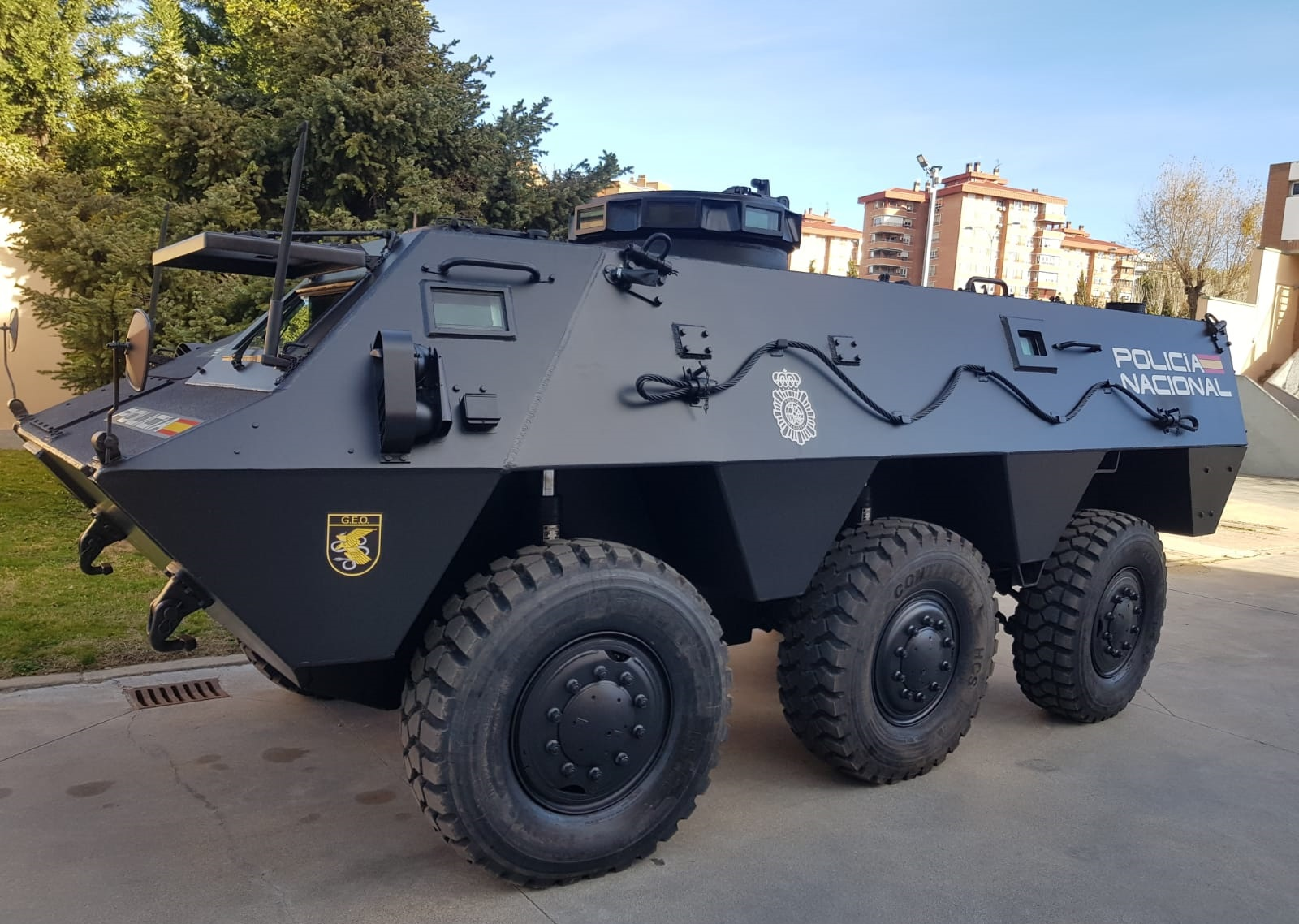
Foto del nuevo BMR del GEO

- Motocicletas: 
  - Honda Africa Twin 2019
  - BMW K100
  - BMW K75
  - BMW K1300S
- Turismos:
  - Ford Mondeo Hibryd 2018
  - Opel Insignia J
- Todoterrenos:
  - Mercedes 280G
  - BMW X3
  - Audi Q7
  - Porsche Cayenne
  - Range Rover Velar
  - Jeep Grand Cherokee
  - Dodge Magnum RAM 3500
  - Toyota Land Cruiser J9
  - Toyota Land Cruiser 2016
  - Nissan Patrol modificados
  - Hummer H2
- Furgonetas blindadas 
  - URO VAMTAC

- Furgonetas:
  - Mercedes-Benz Sprinter
  - Mercedes-Benz Vito
  - Ford Transit (2019)
- Vehículos blindados:
  - BMR-600
- Helicópteros:
  - Eurocopter EC135
  - MBB Bo 105
- Lanchas :
  - Hurricane
  - Zodiac IBS